# Reaperdawn
Reaperdawn är det svenska black metal-bandet In Aphelions andra album och gavs ut av Century Media 9 augusti 2024.
Den första låten från albumet var When All Stellar Light Is Lost som släpptes 4 april 2024 både som singel och med en musikvideo regisserad av Claudio Marino. Den andra singeln, A Winter Moon's Gleam, gavs ut 5 juni samma år.

## Låtlista
1. The Fields in Nadir
2. A Winter Moon's Gleam
3. When All Stellar Light Is Lost
4. The Darkening
5. They Fell Under Blackened Skies
6. Further from the Sun
7. Reaperdawn
8. Aghori

## Banduppsättning
- Sebastian Ramstedt - sång, gitarr, bas
- Joahn Bergebäck - gitarr
- Marco Prij - trummor
- Tobias Cristiansson bas